# 金剛寺站
金剛寺站（日语：／ Kongoji eki */?）是位於鹿兒島縣國分市中央2丁目（現在是霧島市國分中央2丁目），日本國有鐵道（國鐵）的大隅線車站（廢站）。

## 歷史
- 1972年（昭和47年）9月9日 - 日本國有鐵道大隅線 海潟溫泉至國分之間開通，此站啟用[2]。
- 1987年（昭和62年）3月14日 - 大隅線全線廢止，此站也廢止[2]。

## 廢止時的車站構造
此站是地面車站，設有1面1線單式月台。此站是無人車站，沒有車站大樓，月台上設有候車室。

## 車站周邊
- 金剛寺蹟（島津義久之墓）
- 國分城山公園
- 鹿兒島縣立國分高等學校（日语：鹿児島県立国分高等学校）
- 京瓷國分工場

## 現狀
截至2009年，車站遺址變成了一般道路，沒有建立石碑等紀念物。

## 相鄰車站
日本國有鐵道
大隅線
銅田－金剛寺－國分

## 注腳
1. 1 2 3 4  . JTB出版. : 333 （日语）.
2. 1 2  . 鐵道雜誌 (鐵道雜誌社). 1987-06, 21 (7): 96–98 （日语）.